# 杨慎
杨慎（1488年12月8日—1559年8月8日），字用修，庵號升庵，別號博南山人、滇南戍史，四川新都縣（今成都市新都区馬家鎮升庵村）人，祖籍江西廬陵，明朝官員、作家。為內閣首輔楊廷和之子，正德年間狀元，官至翰林院修撰。大禮議事件中，因率領百官在左順門求世宗改變皇考，而遭貶雲南，終老於戍地，一生未獲赦免。後追贈光祿少卿，謚號文憲。
现今成都市新都区仍存有其私家园林升庵桂湖以及杨慎家族墓地，昆明城西山之麓、滇池之畔有升庵祠。楊慎與解縉、徐渭合稱“明朝三才子”。

## 生平
杨慎為湖廣提學僉事楊春之孫、吏部尚書、武英殿大學士楊廷和之子。弘治元年（1488年）生於京師。慎自幼聰穎，十一歲即能作詩。十二歲，寫成《古戰場文》、《過秦論》，眾人皆驚。進京後，寫《黃葉詩》，为李东阳所赞赏，让他在自己门下学习。正德二年（1507年）楊慎中式丁卯科四川鄉試第三名舉人。正德六年（1511年）高中辛未科殿試一甲第一名（状元），赐进士及第，授翰林院修撰，參與修撰《武宗實錄》，得到蔣冕、費宏讚賞。
正德十二年（1517年）八月，武宗微行出居庸關，楊慎上疏抗諫，被迫稱病還鄉。
明世宗即位，被召至京師，起用任經筵講官，并經常講述《舜典》。嘉靖三年（1524年），“大禮議”爆發，楊慎與王元正等二百多人伏於左順門，撼門大哭，自言“國家養士百五十年，仗節死義，正在今日。”世宗下令將眾人下詔獄廷杖，當場杖死者十六人。十日後，楊慎及給事中劉濟、安磐等七人又聚眾當廷痛哭，再次遭到廷杖。楊慎、王元正、劉濟都被謫戍。

描繪楊慎謫戍生活的明陈洪绶《升庵簪花图》

楊慎動身前往戍地雲南永昌衛。從前其父廷和當國之時，曾經裁撤錦衣衛冗員，有懷恨在心者趁機埋伏在途中，伺機加害楊慎。楊慎有所準備，處處小心。馳騁萬里，到達雲南之後，幾乎一病不起。
兩年後，楊廷和生病，楊慎得以短暫回家探視，其父病愈後又返回永昌。不久，率家奴協助平定尋甸安銓、武定鳳朝文叛亂。嘉靖八年（1529年），楊廷和病逝，楊慎獲准歸葬其父。此後，或暫回四川，或在雲南省城，或停留於永昌，在各地均得到地方官員善待。居雲南三十餘年。
世宗因大禮議之故，對楊廷和、楊慎父子極其憤恨，常問及楊慎近況，大臣則每每回答楊慎“老病”，世宗才稍覺寬慰。楊慎聽聞此事，更加放浪形骸。常縱酒自娛，遊歷名勝。《樂府紀聞》稱他“暇時紅粉傅面，作雙丫髻插花，令諸妓扶觴游行，了不為愧。”終世宗一世，六次大赦，楊慎終不得還，按明律年滿六十歲可以贖身返家，但無人敢受理。楊慎年近七旬時，曾返回瀘州短住，不久又被巡撫派四個指揮押解回永昌。
嘉靖三十八年（1559年）七月六日，楊慎在戍所逝世，年七十二歲。臨終云：「臨利不敢先人，見義不敢後身」。慎去世後，當時雲南巡撫、右副都御史游居敬命人為其殯殮入棺，還葬故鄉新都。明穆宗隆慶初年，追贈光祿寺少卿，明熹宗天启時追諡文憲。

## 著作
杨慎投荒多暇，書無所不覽，“奮志誦讀，不出戶外”。《明史》稱其：“明世记诵之博，著作之富，推慎为第一。詩文外，雜著至一百余種，并行于世。”又善彈琵琶。其最具盛名的長篇彈唱敘史之作為《二十一史彈詞》，第三段“說秦漢開場詞”的《臨江仙》成為《三國演義》第一回開篇詞：
|  | 滾滾長江東逝水，浪花淘盡英雄。是非成敗轉頭空。青山依舊在，幾度夕陽紅。 白髮漁樵江渚上，慣看秋月春風。一壺濁酒喜相逢。古今多少事，都付笑談中。 |

杨慎主要著作有《滇程記》、《丹鉛總錄》、《丹鉛雜錄》、《南詔野史》、《古音獵要》、《全蜀藝文志》、《春秋地名考》及《异鱼图赞》等。